# 926 Imhilde
926 Imhilde, asteroid glavnog pojasa. Otkrio ga je Karl Wilhelm Reinmuth, 15. veljače 1920.

## Vanjske poveznice
- Minor Planet Center